# Bartók Éva (textiltervező)
Bartók Éva (Verebi Sándorné) (Püspökladány, 1934. március 2. – Budapest, 2003. július 23.) Munkácsy Mihály-díjas textiltervező.

## Életpályája
- 1952 és 1957 között a Magyar Iparművészeti Főiskola hallgatója volt,  Molnár Bélánál.  1957-89 között, negyvenkét évig volt a BUDAFLAX nyomottanyag-tervezője.

## Díjai, elismerései
- a IV. Ipari Textilművészeti Biennálé különdíja (1979);
- Munkácsy Mihály-díj (1980)

## Válogatott csoportos kiállításai
- 1973 • 1. Ipari Textilművészeti Biennálé, Savaria Múzeum, Szombathely
- 1977 • 3. Ipari Textilművészeti Biennálé, Savaria Múzeum, Szombathely
- 1979 • 4. Ipari Textilművészeti Biennálé, Savaria Múzeum, Szombathely
- 1983 • A tervezés értékteremtés. Országos Iparművészeti kiállítás, Műcsarnok, Budapest.
- 2009 • Munkácsy Mihály Emlékház, Békéscsaba - Munkácsy díjasok kiállítása sorozat
- 2010 • Emlékkiállítás, Közhely, Budapest

## Köztéri művei
- Hotel InterContinental.

## Művei közgyűjteményekben
- Szombathelyi Képtár, Szombathely.

## Családja
Elvált, férje: Verebi Sándor belsőépítész. Gyermeke: Verebi Ákos (1964).